# Tijuana (fleuve)
Le Tijuana (Tijuana River pour les Américains et Río Tijuana pour les Mexicains) est un fleuve intermittent mesurant 195 kilomètres et traversant les États de Basse-Californie (au Mexique) et de Californie (aux États-Unis) avant de se jeter dans l'océan Pacifique.

## Parcours
Le Tijuana draine une zone le long de la frontière entre les États-Unis et le Mexique, coulant à travers le Mexique pour la majeure partie de son cours puis traversant la frontière pour entrer en Californie du Sud sur ses derniers 8 km afin de se jeter dans l'océan dans un estuaire à la limite sud de San Diego. La région est à cheval entre les zones climatiques méditerranéenne et semi-aride, donc le Tijuana et ses affluents s'assèchent souvent en période de sécheresse.
Le Tijuana a deux principaux affluents. L'un, l'Arroyo de Alamar ou Rio Alamar, coule dans sa partie supérieure aux États-Unis sous le nom de Cottonwood Creek. Il prend sa source dans les montagnes Laguna et s'écoule vers le sud-ouest où il est retenu par deux barrages, Barrett et Morena, pour alimenter la ville de San Diego. Cottonwood Creek est rejoint par le Tecate Creek avant d'entrer au Mexique où il est connu sous le nom d'Arroyo de Alamar jusqu'à sa confluence avec le plus grand affluent, l'Arroyo de las Palmas, qui forme la source du Tijuana dans la ville.
L'Arroyo de las Palmas, le principal affluent du Tijuana, sort des montagnes à l'est pour se jeter dans le réservoir derrière le barrage Abelardo L. Rodríguez. En aval du barrage Rodríguez, l'eau coule à travers Tijuana dans un canal en béton jusqu'à la frontière internationale; de là, elle continue vers l'ouest à travers la vallée du Tijuana sur une distance d'environ quatorze kilomètres jusqu'à l'estuaire puis vers l'océan Pacifique.
Ses parties inférieures constituent les derniers marais côtiers non développés du comté de San Diego au milieu d'un environnement fortement urbanisé à la limite sud de la ville d'Imperial Beach. Le cours d'eau a été l'objet de grandes controverses ces dernières décennies concernant la pollution, la régulation des inondations et la protection de la frontière américaine.

## Galerie

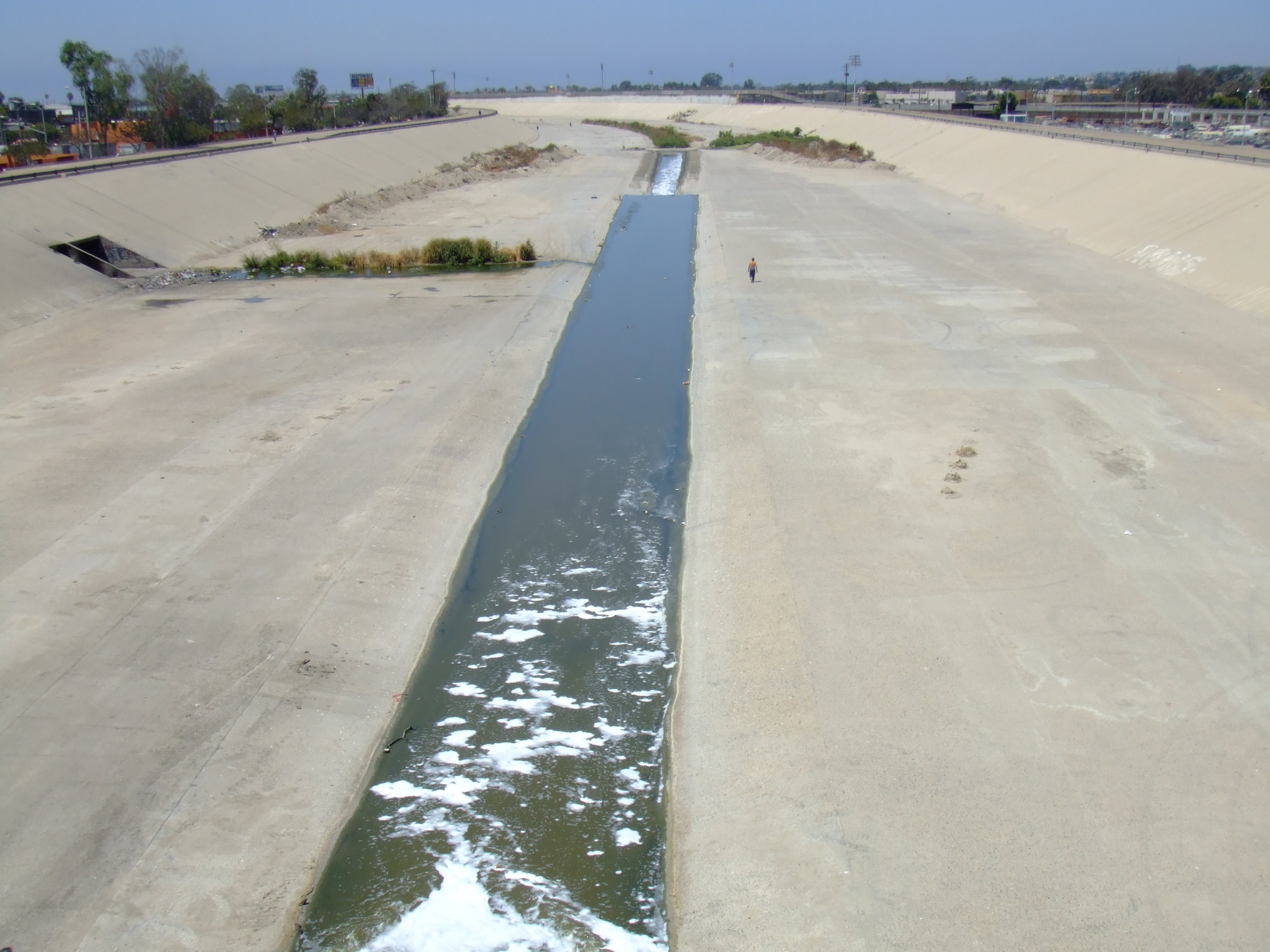
le Tijuana vu depuis le pont piéton à Tijuana
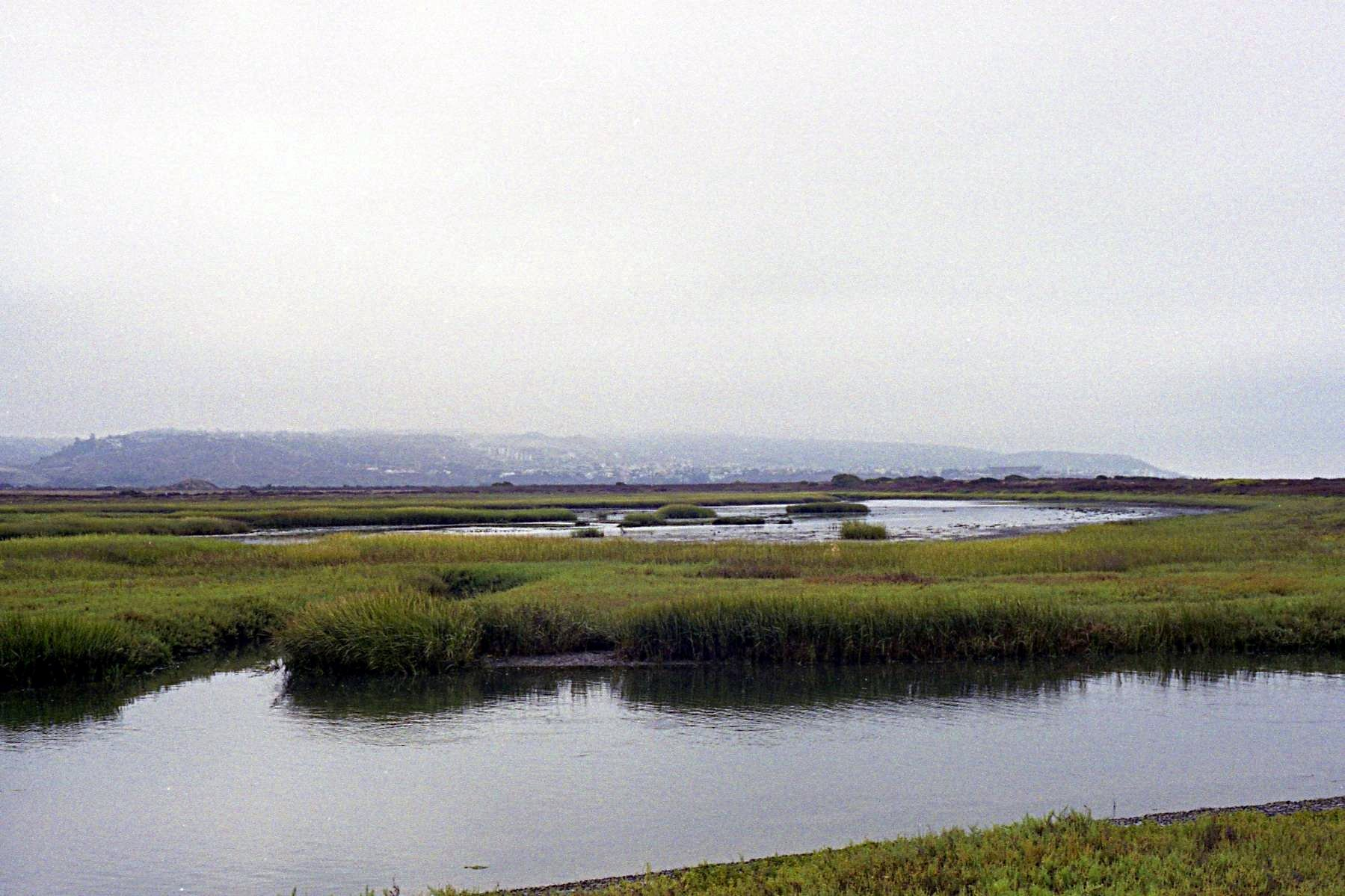
Estuaire du Tijuana
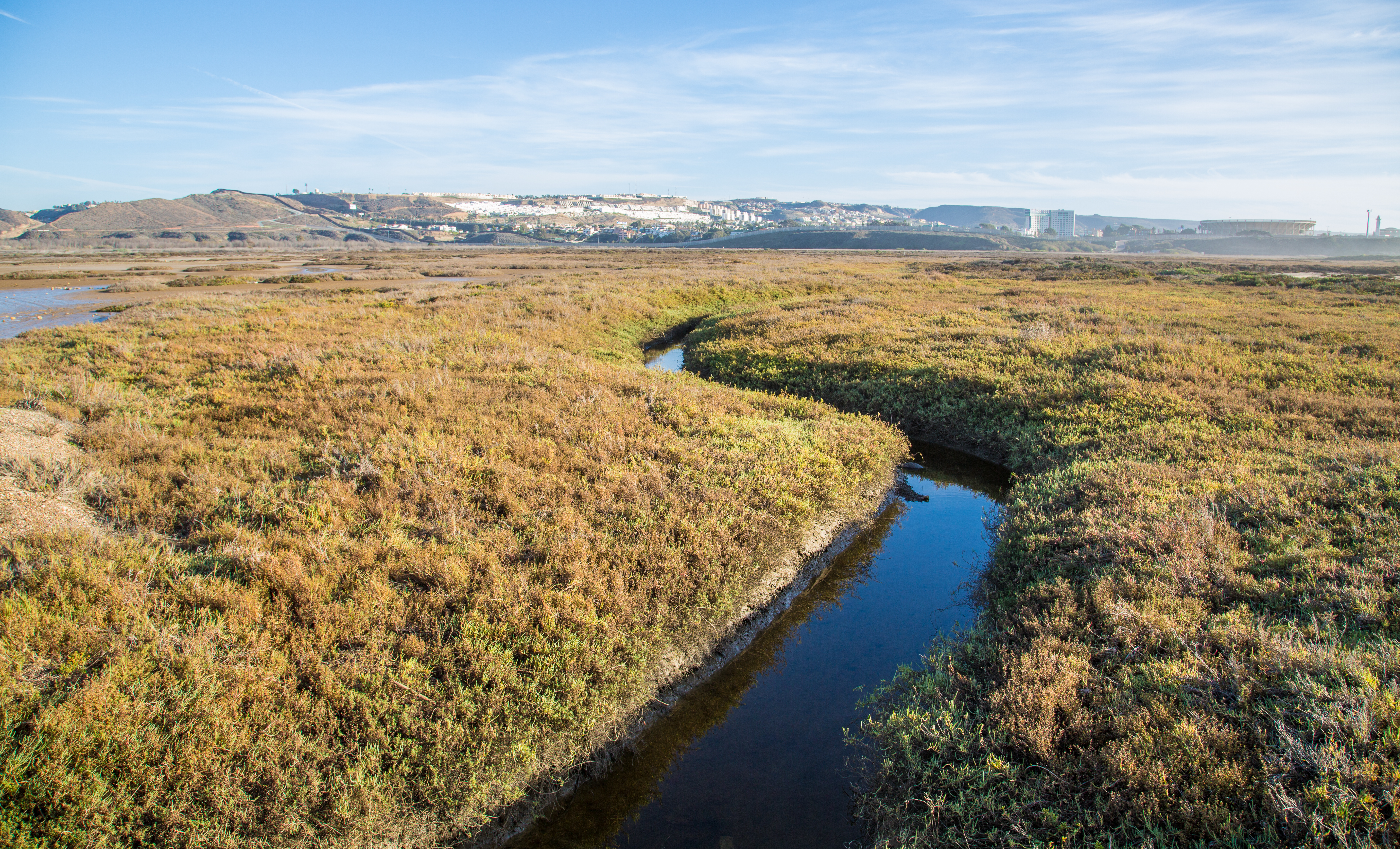
Border Field State Park (en)